# 1 000 kilomètres de Paris
Les 1 000 kilomètres de Paris sont une épreuve d'endurance automobile qui s'est tenue de manière interrompue de 1956 à 1995 sur le tracé de l'autodrome de Linas-Montlhéry en France.

## Les1 000 kilomètresde Paris année après année
En 1956, l'épreuve s'appelle « Grand Prix de l'Automobile Club de l'Île-de-France ». À la suite de la catastrophe des 24 heures du Mans 1955 et des dispositions prises par les pouvoirs publics, les conditions de sécurité de l'autodrome de Linas-Montlhéry sont améliorées ; en particulier 34 stands de 12 m2, avec accès au ravitaillement en essence, sont construits. Une Maserati 300S l'emporte à la vitesse moyenne de 150,239 km/h. Une Gordini T15S termine à la huitième place, une DB Panhard à la treizième, une Ferry à moteur Renault à la quatorzième et une Vernet-Pairard également à moteur Renault à la seizième. Les trois Panhard Monopole ne terminent pas.
En 1960, elle est réservée aux voitures de grand tourisme (onze Ferrari, six Porsche, six DB Panhard, quatre Fiat Abarth, trois AC Bristol, deux Aston Martin, une Alfa Romeo et une Lotus). Ferrari remporte les cinq premières places avec ses 250 GT SWB : le vainqueur atteint 145 km/h de moyenne. DB Panhard compte quatre HBR4 à l'arrivée.
En 1961, les Ferrari monopolisent les treize premières places, à l'exception des 6e et 9e remportées par deux Aston Martin DB4 : Pedro et Ricardo Rodriguez signent leur première grande victoire internationale à 153,595 km/h. Les quatre DB Panhard engagées ne terminent pas.
En 1962, elle est intégrée au Championnat du monde des voitures de sport. Paul Armagnac (René Bonnet) se tue aux essais. René Bonnet et Charles Deutsch alignent chacun un prototype de 1 000 cm3, à moteurs Renault et Panhard. La domination des Ferrari 250 GTO est sans partage, elles trustent les six premières places : les frères Rodriguez remportent une nouvelle victoire à 157,727 km/h de moyenne (Ricardo meurt accidentellement une semaine plus tard).
En 1964, elle constitue la dernière manche du trophée France-Amérique, après les 2000 kilomètres de Daytona Beach et les 12 Heures de Reims. L'Association Sportive de l'Automobile Club de l'Île-de-France (ASACIF) a prévu 129 tours du circuit de 7,784 kilomètres, soit 1 004,199 kilomètres : la course emprunte le circuit routier, les lacets de Couard, la bretelle de la côte Lapize, le virage du Gendarme, le virage de la Ferme, l'épingle du Fay, l'anneau de vitesse avec chicanes et bottes de paille. Une collision dans les stands entre la Jaguar de Peter Lindner et l'Abarth de Franco Patria (à l'arrêt) entraîne la mort des deux pilotes et de trois commissaires de piste, René Dumoulin, Roger Millot et Jean Pairard. Une Ferrari 330 P l'emporte la victoire à 153,348 km/h de moyenne. Deux des quatre prototypes (M64 de 1 150 cm3) alignés par Alpine Renault terminent la course.
En 1966, Edmond Mouche préside le collège des commissaires sportifs (l'ASACIF a reçu le renfort du club automobile AGACI et du club motocycliste AMCF). L'épreuve utilise le même circuit qu'en 1964 avec une modification (la déviation anneau de vitesse, à mi-parcours de l'anneau) destinée à limiter la vitesse, qui porte le kilométrage du tour à 7,801 km. Alpine Renault aligne deux voitures d'usine de 1 300 cm3 (A210 et M64) qui terminent aux quatrième et neuvième places. Matra Sports inscrit pour la première fois deux voitures, les MS620 à moteur BRM: elles ne terminent pas la course.
En 1967, au patronage de Total et au concours du Parisien libéré s'ajoute celui de L'Équipe. Lors d'essais préparatoires, Jean Rolland se tue sur son Alfa Romeo T33. Alpine Renault engage un prototype 3 litres (A211) qui termine à la septième place. Matra Sports engage deux prototypes à moteur BRM et Ford, les MS630 : le premier termine à la neuvième place.
En 1968, deux Porsche 908 d'usine triomphent : les vainqueurs atteignent 161,320 km/h de moyenne. Les Alpine Renault A220 d'usine terminent aux quatrième et sixième places. La seule Matra 630M d'usine engagée abandonne sur casse mécanique.
En 1969, les prix attribués aux voitures classées à l'arrivée jusqu'au seizième s'élèvent à 81 000 francs (dont 20 000 au vainqueur). Il convient de noter que le temps officiel attribué à la voiture classée première (3 h 27 min 23 s) ne correspond pas à 1 000 km de course : le départ fut différé pour cause de brouillard sur le plateau de Saint-Eutrope. Matra Sports engage des voitures à moteur Matra 12-cylindres, les MS 650 et enlève la victoire à la moyenne de 167,900 km/h.
En 1970, l'épreuve utilise le même circuit que précédemment avec une nouvelle modification (la chicane des tribunes) qui porte le kilométrage du tour à 7,821. Des prix sont attribués aux classements provisoires, tous les vingt tours. Des prix sont aussi attribués pour les mécaniciens des deux premières voitures au classement à l'arrivée. L'épreuve est disputée sur 128 tours, soit 1 001 km environ. Matra Sports engage des voitures sous le nom de « Matra-Simca » à moteur Matra 12-cylindres, les MS 660, et enlève la victoire à la vitesse moyenne record de 171,298 km/h.
En 1971, P. Allanet préside le collège des commissaires sportifs. Le kilométrage du tour est porté à 7,856. L'épreuve est disputée sur 128 tours, soit 1 005,635 km. Deux Porsche 917 gagnent l'épreuve : le vainqueur atteint 161,177 km/h de moyenne.
En 1972, l'épreuve se déroule sur le circuit de Rouen-les-Essarts, long de 5,543 km. Jean-Marie Balestre préside le collège des commissaires sportifs. Vingt-quatre concurrents au maximum sont admis.
En 1994, une Venturi 600 LM gagne l'épreuve à 131,486 km/h de moyenne.
En 1995, la course est interrompue au bout de 540 km. Les quatre Ferrari F40 engagées en groupe GT1 cassent, ainsi que la McLaren F1 GTR ; seule une Venturi 600 LM sauve l'honneur des GT1 en terminant à la quatrième place.

## Palmarès
| Année       | Pilote 1             | Pilote 2          | Écurie                     | Voiture            | Temps               |           |
| ----------- | -------------------- | ----------------- | -------------------------- | ------------------ | ------------------- | --------- |
| 1956        | Jean Behra           | Louis Rosier      | Louis Rosier               | Maserati 300S      | 6 h 41 min 03 s 100 |           |
| 1957 à 1959 | Non couru            | Non couru         | Non couru                  | Non couru          | Non couru           | Non couru |
| 1960        | Olivier Gendebien    | Lucien Bianchi    | Écurie Francorchamps       | Ferrari 250 GT SWB | 6 h 54 min 46 s 800 |           |
| 1961        | Pedro Rodríguez      | Ricardo Rodríguez | North American Racing Team | Ferrari 250 GT SWB | 6 h 32 min 15 s 200 |           |
| 1962        | Pedro Rodríguez      | Ricardo Rodríguez | North American Racing Team | Ferrari 250 GTO    | 6 h 21 min 58 s 700 |           |
| 1963        | Non couru            | Non couru         | Non couru                  | Non couru          | Non couru           | Non couru |
| 1964        | Joakim Bonnier       | Graham Hill       | Maranello Concessionaires  | Ferrari 330 P      | 6 h 32 min 53 s 100 |           |
| 1965        | Non couru            | Non couru         | Non couru                  | Non couru          | Non couru           | Non couru |
| 1966        | Mike Parkes          | David Piper       | David Piper                | Ferrari 250 LM     | 6 h 31 min 24 s 000 |           |
| 1967        | Jacky Ickx           | Paul Hawkins      | J.W. Automotive            | Mirage M1 Ford     | 7 h 18 min 19 s 800 |           |
| 1968        | Rolf Stommelen       | Hans Herrmann     | Porsche System             | Porsche 908        | 6 h 12 min 20 s 100 |           |
| 1969        | Jean-Pierre Beltoise | Henri Pescarolo   | Équipe Matra - Elf         | Matra Simca MS650  | 3 h 27 min 23 s 000 |           |
| 1970        | Jack Brabham         | François Cevert   | Matra Sports               | Matra Simca MS660  | 5 h 49 min 41 s 800 |           |
| 1971        | Derek Bell           | Gijs van Lennep   | J.W. Automotive            | Porsche 917        | 6 h 14 min 22 s 800 |           |
| 1972        | Jean-Pierre Beltoise | Gérard Larrousse  | Écurie Bonnier             | Lola T280-2        | 6 h 04 min 24 s 920 |           |
| 1973 à 1993 | Non couru            | Non couru         | Non couru                  | Non couru          | Non couru           | Non couru |
| 1994        | Henri Pescarolo      | Jean-Claude Basso | JCB Racing                 | Venturi 600 LM     | 7 h 36 min 48 s 740 |           |
| 1995        | Stefan Oberndorfer   | Detlef Hübner     | Muhlbauer Motorsport       | Porsche 911 GT2    | 4 h 00 min 53 s 560 |           |

## Endurance à Paris avant 1956

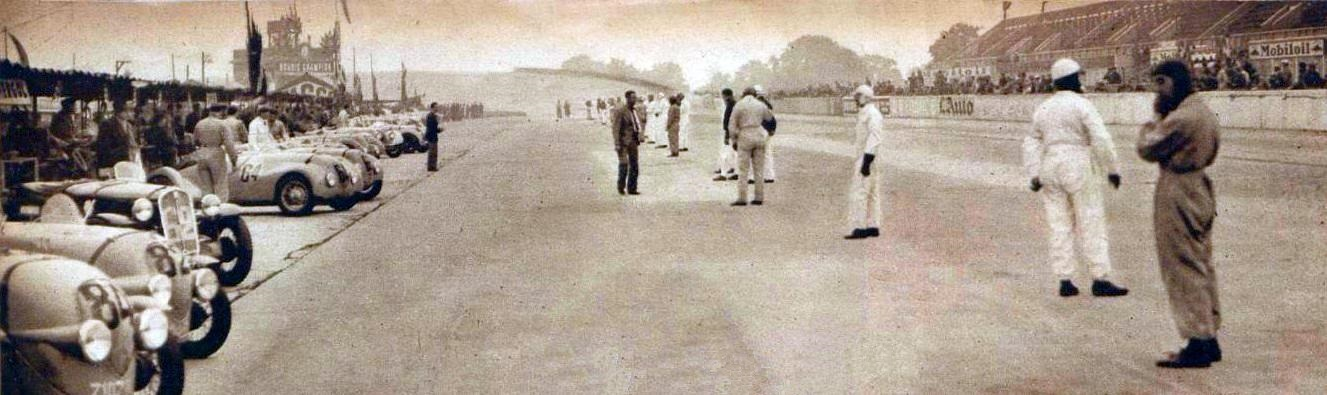
Départ des 12 heures de Montlhéry 1938.

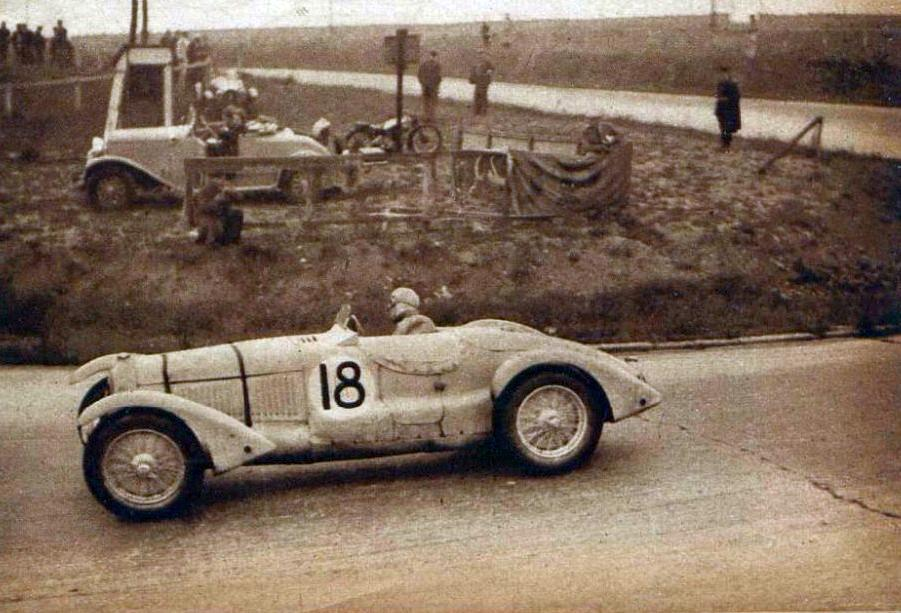
Morel et Le Bègue, vainqueurs de la première Coupe Olazur.

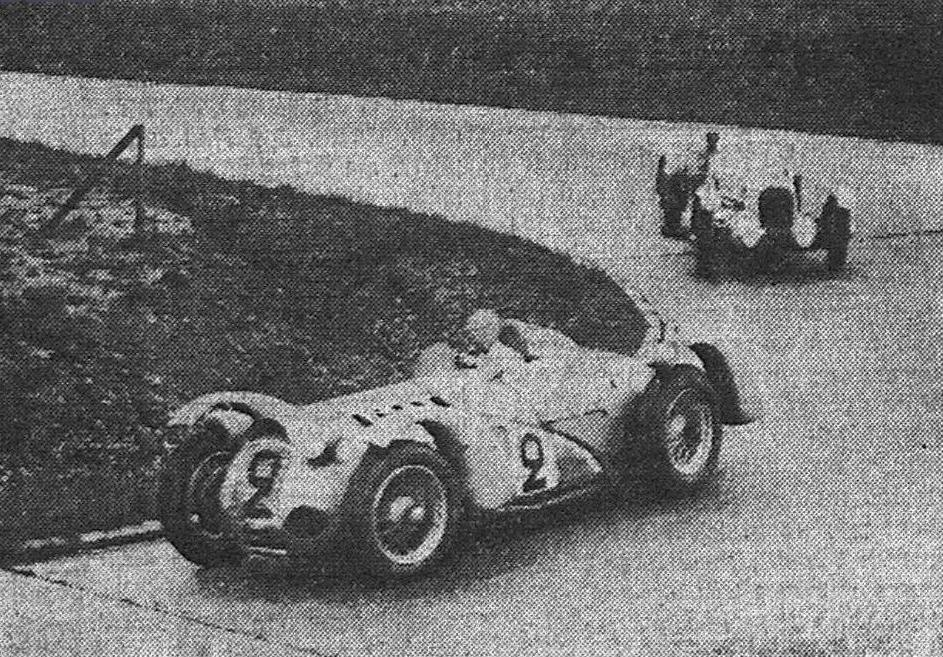
12 Heures de Paris 1938 - Dreyfus et Divo sur Delahaye 145 de l'Écurie Bleue.

D'autres courses ont été organisées antérieurement à Montlhéry pour des voitures de tourisme, à savoir:
- Grand Prix Tourisme de l'AC.F. 1925 (1 000 kilomètres de Paris) : victoire d'André Boillot sur Peugeot 18CV (devant Pierre Gaudermen, près de 1 050 kilomètres de course en 12 h 13 min)[17] ;
- 24 Heures de Paris : 1927 (George Duller et Frank Clement, en tête de bout en bout sur Bentley 4½ Litre) et 1955 (Auguste Veuillet et Gonzague Olivier, sur Porsche 550 Spyder 1,1 L );
- 8 Heures de Montlhéry : 1934 (Charles Balester, vainqueur de cette unique édition[18]) ;
- 12 Heures de Paris : 1938 (René Le Bègue et André Morel, sur Talbot Lago T26 pour la première Coupe Olazur), 1939 (course annulée : dix jours avant la date prévue l'Allemagne envahit la Pologne, et la Seconde Guerre mondiale débute[19]), 1947 (Guy Mairesse, sur Delahaye 135), 1948 (Luigi Chinetti, sur Ferrari 166 Spyder Corsa[20]) et 1950 (Luigi Chinetti et Jean Lucas, sur Ferrari 166 MM[21]).

## Autres
Existent ou ont existé, également en sport automobile : les 24 Heures de Paris sur glace, et surtout régulièrement les 24 Heures de Paris Tout-Terrain de la fin des années 1980 au début des années 2000.